# Siège d'Étampes (1411)
Guerre de Cent Ans

Guerre civile entre Armagnacs et Bourguignons
Batailles
Le siège d’Étampes (1411) est un épisode de la Guerre civile entre Armagnacs et Bourguignons, où les forces bourguignonnes, menées par Jean sans Peur, duc de Bourgogne, et nominalement par le dauphin Louis de Guyenne, assiègent et prennent la ville et le château d’Étampes, défendus par une garnison armagnac sous le commandement du chevalier Louis de Bosredon. Débuté le 23 novembre 1411, le siège s’achève le 15 décembre 1411 après trois semaines de combats acharnés, marqués par l’usage intensif de l’artillerie, des machines de guerre, et une résistance déterminée des Armagnacs. La prise d’Étampes renforce temporairement le contrôle bourguignon sur la région sud de Paris, motivée par les pillages de la garnison armagnac dans les environs,,

## Contexte
En 1411, la guerre civile entre Armagnacs et Bourguignons divise la France, exacerbée par l’assassinat de Louis Ier d’Orléans en 1407 par Jean sans Peur. Les Armagnacs, partisans de Charles d’Orléans et Bernard VII d’Armagnac, contrôlent plusieurs places fortes autour de Paris, dont Étampes, une ville stratégique sur la route Paris-Orléans, fortifiée par le château royal et son donjon, la Tour de Guinette, construit sous Louis VII et renforcé par Philippe Auguste.
Depuis 1384, le comté d’Étampes est détenu par Jean de Berry, duc de Berry, qui, en 1387, le cède à Jean sans Peur, tout en s’en réservant l’usufruit. 
En 1410, Jean de Berry rejoint les Armagnacs et autorise Charles Ier d’Orléans à installer une garnison armagnac à Étampes, dirigée par Louis de Bosredon, chevalier d’Auvergne et sénéchal du Berry. Cette garnison pille les environs de Paris, provoquant la colère des Parisiens, qui pressent Jean sans Peur de lancer une campagne pour reprendre la ville, offrant au dauphin Louis de Guyenne l’occasion de faire ses premières armes,,.

## Déroulement

### Début du siège
Le siège commence le 23 novembre 1411, lorsque l’armée bourguignonne, menée par Jean sans Peur et nominalement par le dauphin Louis de Guyenne, quitte Paris pour Étampes. L’armée inclut des seigneurs comme Jacques II de Bourbon, Philippe de Bourgogne, Ferry Ier de Vaudémont, Jean II Le Meingre, Hue de Lamboul, Jean de Craon de Montbazon, et Enguerrand de Bournonville. 
Une revue militaire du 6 décembre 1411 mentionne Jean de la Roue, chevalier bachelier, servant sous Jean de Craon de Montbazon, confirmant sa présence dans l’armée bourguignonne avec des vassaux de la famille de La Roue. Après un arrêt à Corbeil pour attendre l’artillerie (trébuchets, bombardes, béliers), l’armée s’empare du château de la Bretonnerie (près d’Arpajon), dont la garnison s’enfuit, avant d’arriver sous les murs d’Étampes,,.

### Retraite
Les habitants d’Étampes, craignant un pillage, offrent les clés de la ville au dauphin, mais des soldats bourguignons, malgré les promesses de clémence, se livrent à des exactions. La garnison armagnac, dirigée par Louis de Bosredon, se retranche dans le château, considéré comme inexpugnable grâce à ses murailles et son donjon. 
Bosredon refuse de se rendre, fidèle à son serment envers Jean de Berry, et mène plusieurs sorties, capturant des seigneurs bourguignons, dont le chevalier picard sire de Roncy,,.
Les Bourguignons intensifient l’assaut avec des machines de guerre (trébuchets, béliers, bombardes) et minent une tour d’angle, provoquant son effondrement. Bosredon se replie dans le donjon avec ses hommes, dont Jean d’Amboise, et des dames et demoiselles, qui raillent les assiégeants depuis les remparts en tendant leurs tabliers pour narguer les projectiles. 

### Capitulation
Désespérant de prendre le donjon, les Bourguignons envisagent de lever le siège, mais un bourgeois parisien, André Roussel, propose une stratégie : il construit un « chat » (cheminement couvert en bois) pour protéger les sapeurs, qui creusent une brèche dans la muraille du donjon (épaisse de 10 pieds). Menacés par un incendie, Bosredon capitule le 15 décembre 1411,,.
Bosredon, vêtu d’une robe de velours cramoisi ornée de pierreries, se rend au dauphin, qui lui accorde la vie sauve grâce à l’intervention d’Enguerrand de Bournonville, son ancien compagnon d’armes. Trente soldats de la garnison, dont Jean d’Amboise, sont faits prisonniers et exhibés à Paris, tandis que d’autres sont exécutés, bien que les dames soient épargnées,.

## Conséquences
La prise d’Étampes renforce le contrôle bourguignon sur la région sud de Paris, affaiblissant les Armagnacs dans l’Île-de-France. Après Étampes, l’armée bourguignonne assiège et prend Dourdan, consolidant la campagne de Jean sans Peur,. Cependant, la guerre civile se poursuit, et Étampes change de mains à plusieurs reprises dans les décennies suivantes. En 1414, le dauphin Louis de Guyenne, initialement sous influence bourguignonne, soutient des campagnes armagnacs contre des places comme Compiègne, illustrant la volatilité des allégeances.
Le siège marque une étape dans l’évolution de la poliorcétique, avec l’usage intensif de machines de guerre (trébuchets, béliers, bombardes) et de techniques de sape, préfigurant les avancées militaires de la fin du Moyen Âge. Louis de Bosredon, libéré après sa captivité en Flandre, rejoint plus tard les Bourguignons et défend Paris en 1413, mais son "insolence" envers Charles VI lui vaut d’être exécuté à Montlhéry,.